# Amerykańska dziewica
Amerykańska dziewica (ang. American Virgin) – amerykański film komediowy z 2009 roku. 

## Fabuła
Priscilla jest dziewczyną pochodzącą z rodziny o konserwatywnych poglądach w sprawie seksu. Według uznawanych przez nią zasad czystość należy zachować do dnia ślubu. Kiedy rozpoczyna studia, okazuje się, że jej poglądy bardzo kontrastują z poglądami znajomych z akademika. Priscilla się tym nie zraża i pozostaje wierna swoim przekonaniom. Jednak podczas jednej z imprez, dziewczyna pod wpływem chwili upija się do nieprzytomności i oddaje się przypadkowemu partnerowi, przy czym zdarzenie zostaje zarejestrowane na kamerze wideo przez producenta filmów erotycznych. Aby uniknąć kompromitacji, dziewczyna postanawia odszukać kamerzystę i odebrać mu taśmę filmową.

## Obsada
- Jenna Dewan – Priscilla
- Brianne Davis – Nathalie
- Fábio Souza – Freddy
- Rob Schneider – Ed Curtzman
- Bo Burnham – Rudy
- Elan Moss-Bachrach – Kevin
- Ashley Schneider – Eileen
- Ben Marten – Brad
- Sarah Habel – Becca Curtzman